# Joannes Cassianus Pompe
Joannes Cassianus Pompe (ur. 9 września 1901 w Utrechcie, zm. 15 kwietnia 1945 w Sint Pancras k. Alkmaar) – holenderski lekarz patolog.
Jego starszym bratem był Willem Petrus Joseph Pompe (1893-1968), prawnik i kryminolog. Studiował na Universiteit van Amsterdam. W swojej dysertacji doktorskiej w 1932 roku przedstawił pierwszy opis choroby, znanej dziś jako choroba Pompego.
Podczas wojny w Amsterdamie, przechowywał w swoim laboratorium w Onze Lieve Vrouwe Gasthuis nadajnik, za co został aresztowany 25 lutego 1945 roku. Gdy alianci wysadzili stację kolejową Sint Pancras, został rozstrzelany razem z dziewiętnastoma innymi więźniami.

## Prace
- Over idiopatische hypertropie van het hart. Nederlandsch Tijdschrift vor Geneeskunde 76:304 (1932)
- Cardiomegalia glycogenica (glycogenic cardiomegaly). Amsterdam : Dekker & Van de vegt NV. Nijmegen-Utrecht, 1936 PDF